# Basiliche in Brasile
Elenco delle basiliche presenti in Brasile, in ordine alfabetico delle località
- Americana (Brasile):
  - Basílica Santo Antônio de Pádua (Decreto del 31.05.2014)
- Aparecida (San Paolo):
  - Nostra Signora di Aparecida (Decreto del 29.04.1908)
- Araras:
  - Basílica Nossa Senhora do Patrocínio (Decreto del 03.07.2010)
- Assis (Brasile):
  - Basílica São Vicente de Paulo (Decreto del 24.10.1998)
- Barbacena:
  - Basílica São José Operário (Decreto del 25.09.1965)
- Belém:
  - Basílica Nossa Senhora de Nazaré do Desterro (Decreto del 13.06.1923)
- Belo Horizonte:
  - Basílica Nossa Senhora de Lourdes (Decreto del 16.05.1958)
  - Basílica de São João Maria Vianney (Decreto del 01.02.1986)
- Boa Esperança (Minas Gerais):
  - Basílica Nossa Senhora das Dores (Decreto del 10.07.1999)
- Borba (Brasile):
  - Catedral Prelatícia Basílica Santo Antônio de Pádua (Decreto del 18.03.2003)
- Borda da Mata:
  - Basílica de Nossa Senhora do Carmo (Decreto del 16.11.2005)
- Botucatu:
  - Catedral Metropolitana Basílica Sant’Ana (Decreto del 27.11.1965)
- Caconde:
  - Basílica Santuário de Nossa Senhora da Conceição do Bom Sucesso (Decreto del 12.08.2008)
- Caieiras:
  - Basílica de Nossa Senhora do Rosário (Decreto del 21.04.2012)
- Campinas:
  - Basílica Nossa Senhora do Carmo (Decreto del 06.11.1974)
- Campos dos Goytacazes:
  - Catedral Basílica do Santíssimo Salvador (Decreto dell'11.12.1965)
- Canindé:
  - Basílica São Francisco das Chagas (Decreto del 28.10.1925)
- Conceição do Rio Verde:
  - Basílica Nossa Senhora da Conceição (Decreto del 13.02.1974)
- Congonhas:
  - Bom Jesus do Congonhas (Decreto del 26.07.1957)
- Conselheiro Lafaiete:
  - Basílica Sagrado Coração de Jesus (Decreto del 15.11.2003)
- Costa Marques:
  - Basílica-Santuário do Senhor Divino Espírito Santo (Decreto del 07.10.2008)
- Cuiabá:
  - Catedral Metropolitana Basílica Senhor Bom Jesus (Decreto del 15.11.1974)
- Curitiba:
  - Catedral Metropolitana Basílica Nossa Senhora da Luz dos Pinhais (Decreto del 06.07.1993)
- Curvelo:
  - Basílica São Geraldo Majela (Decreto del 30.04.1966)
- Diamantina:
  - Basílica Sagrado Coração de Jesus (Decreto del 24.11.1920)
- Embu das Artes:
  - Basilica Nossa Senhora do Rosário de Fátima (Decreto del 31.05.2014)
- Goiânia:
  - Basílica de Nossa Senhora do Perpétuo Socorro (Decreto del 2016)
- Iguape:
  - Basílica Nossa Senhora das Neves (Decreto del 29.11.1962)
- Itatiba:
  - Basílica Nossa Senhora do Belém (Decreto del 15.01.1991)
- Jaboatão dos Guararapes:
  - Basílica Santuário de Nossa Senhora Auxiliadora (Decreto del 1916)
- João Pessoa:
  - Catedral Basílica Metropolitana Nossa Senhora das Neves (Decreto del 05.11.1997)
- Juazeiro do Norte:
  - Basilica Santuário de Nossa Senhora das Dores (Decreto del 03.12.2007)
- Mariana (Brasile):
  - Catedral Metropolitana Basílica Nossa Senhora da Assunção (Decreto del 27.11.1963)
- Marília:
  - Catedral Basílica de São Bento (Decreto del 05.06.1975)
- Maringá:
  - Catedral Metropolitana Basílica Nossa Senhora da Glória (Decreto del 21.01.1982)
- Niterói:
  - Basílica Nossa Senhora Auxiliadora (Decreto del 12.09.1950)
- Olinda:
  - Basílica Abacial do Mosteiro de São Bento de Olinda (Decreto del 28.07.1998)
- Ouro Preto:
  - Basílica de Nossa Senhora do Pilar (Decreto del 10.2012)
- Poços de Caldas:
  - Basílica Nossa Senhora da Saúde (Decreto del 04.07.1948)
- Recife:
  - Basílica de Nossa Senhora do Carmo (Decreto del 18.06.1920)
  - Basílica Nossa Senhora de Penha (Decreto del 28.10.1949)
  - Basílica Sagrado Coração de Jesus (Decreto del 23.10.2010)
- Rio de Janeiro:
  - Basílica de Santa Teresinha do Menino Jesus (Decreto del 20.07.1927)
  - Basílica da Nossa Senhora de Lourdes (Decreto del 23.05.1959)
  - Basílica do Imaculado Coração de Maria (Decreto del 09.02.1963)
  - Basílica da Imaculada Conceição (Decreto del 23.11.2002)
  - Cattedrale di San Sebastiano di Rio de Janeiro (Decreto del 17.06.2015)
- Sacramento (Brasile):
  - Basílica do Santíssimo Sacramento Apresentado pelo Patrocínio de Maria (Decreto del 04.10.2014)
- Salvador:
  - Cattedrale della Trasfigurazione del Signore (Salvador) (Decreto del 13.12.1922)
  - Basílica do Senhor do Bonfim (Decreto del 31.08.1926)
  - Basílica Nossa Senhora da Conceição da Praia (Decreto del 12.07.1946)
  - Basílica de São Sebastião (Decreto del 18.12.1982)
- Santa Maria (Rio Grande do Sul):
  - Basílica Santuário Nossa Senhora Medianeira de Todas as Graças (Decreto del 05.01.1987)
- Santos:
  - Basílica Santo Antônio do Embaré (Decreto del 03.11.1952)
- São Bernardo do Campo:
  - Basílica Nossa Senhora da Boa Viagem (Decreto del 18.02.2013)
- São João del-Rei:
  - Catedral Basílica Nossa Sehora do Pilar (Decreto del 24.09.1964)
- São José do Rio Preto:
  - Basílica Nossa Senhora Aparecida (Decreto del 04.06.1954)
- San Paolo (Brasile):
  - Cattedrale metropolitana di San Paolo (Decreto del 14.06.1922)
  - Basílica de Nossa Senhora do Carmo (Decreto del 13.05.1950)
  - Basílica do Santíssimo Sacramento (Decreto del 18.04.1958)
  - Basílica Nossa Senhora da Penha (Decreto del 07.06.1985)
- Tremembé (comune):
  - Basílica do Senhor Bom Jesus (Decreto del 23.11.1974)
- Trindade (Goiás):
  - Basílica do Divino Pai Eterno (Decreto del 04.04.2006)
- Vitória:
  - Santuário-Basílica de Santo Antônio (Decreto dell'11.08.2008)